# Graphogaster nigrisquamata
Graphogaster nigrisquamata är en tvåvingeart som beskrevs av Tschorsnig 1989. Graphogaster nigrisquamata ingår i släktet Graphogaster och familjen parasitflugor.
Artens utbredningsområde är Frankrike. Inga underarter finns listade i Catalogue of Life.